# Geschichte der Juden in Frankfurt (Oder)

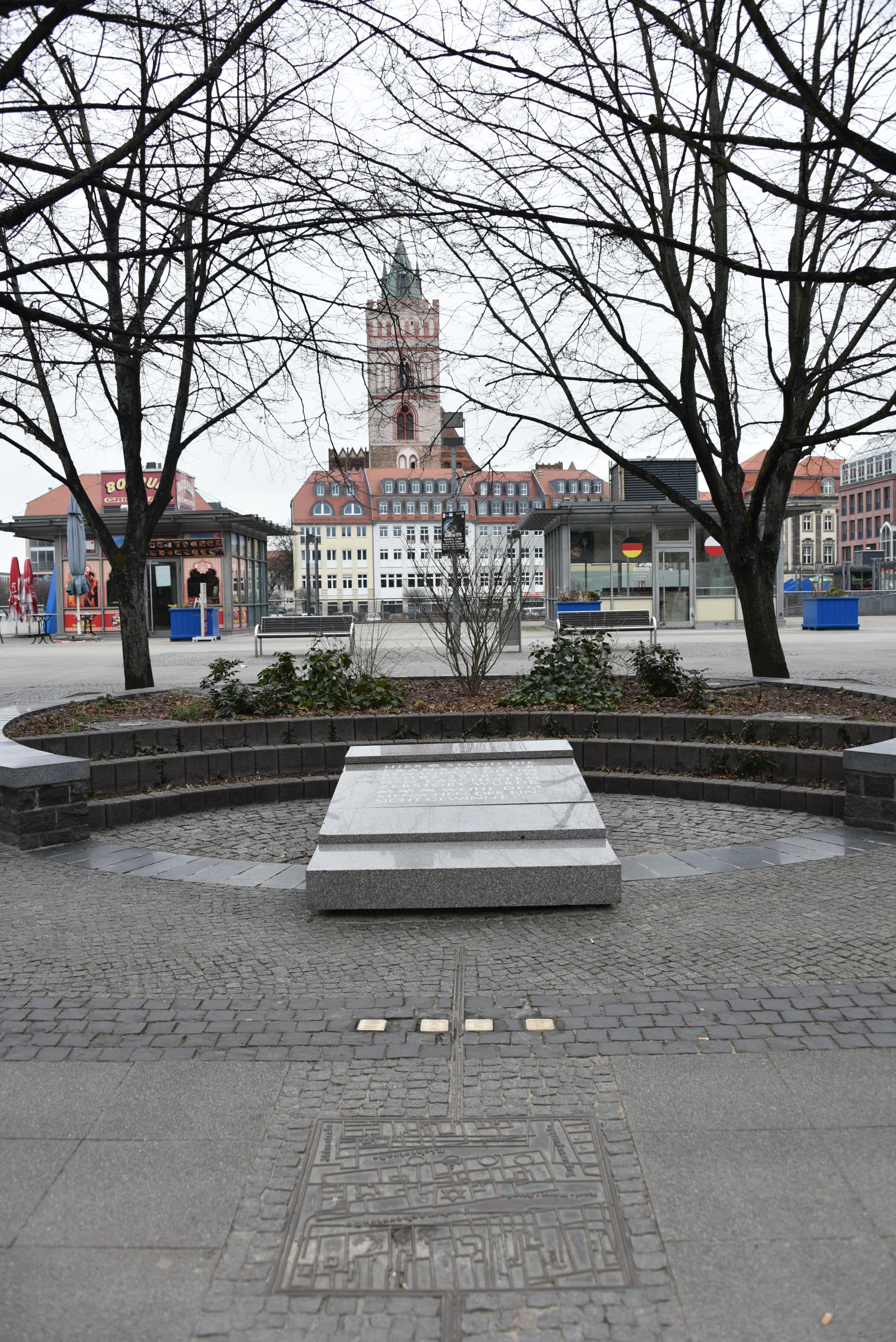
Gedenkstein für die zerstörte Synagoge, davor vier Stolpersteine

Die Geschichte der Juden in Frankfurt (Oder) begann vermutlich schon mit der Stadtgründung 1253. Nach der fast vollständigen Vertreibung und Ermordung der jüdischen Einwohner Frankfurts in der Zeit der Nationalsozialisten zwischen 1933 und 1945 kam es 1998 durch die Zuzug von Juden aus den ehemaligen Gebieten der Sowjetunion zur Neugründung einer jüdischen Gemeinde.

## Ersterwähnung
Laut einer Urkunde vom 30. April 1294 schlichtete der Rat einen Streit zwischen dem Schlächtergewerk und den zehn Juden Mosko, seinem Schwager Jakob, Jakob ben Johannes von Hohenwalde, Samson, Glomeke, David, Jakob ben Hugo, Joseph, Samuel und Habram. Das Knochenhauergewerk wollte erwirken, dass die zehn jüdischen Schlächter unter den 52 Fleischscharren der Stadt nur noch 50 Stück Rindvieh pro Woche schlachten dürften. Es wurde eine Schlachtordnung festgelegt. Dieser Vorgang weist auf eine stabile jüdische Gemeinde hin. Darum wird davon ausgegangen, dass schon vor der Stadtgründung 1253 Juden in Frankfurt lebten.
Der jüdische Friedhof in Frankfurt (Oder) in den Judenbergen östlich der Oder wurde erstmals 1399 erwähnt. Am 20. Januar 1399 wurde der Stadt Frankfurt (Oder) der Kauf des Dorfes Cunrathsdorff (heute Kunowice) durch den Markgrafen Jobst genehmigt. Aus diesem Anlass bestätigte der Frankfurter Rat im Juli 1399 den Juden ihre Rechte und Pflichten an ihrem Friedhof. Die Urkunde ging verloren, wurde aber durch den Pfarrer und Heimatforscher Christian Wilhelm Spieker in der von ihm herausgegebenen Zeitung Frankfurter Patriotisches Wochenblatt vom 13. Juni 1835 dokumentiert. Demnach gab es bereits vor 1399 einen Judenfriedhof an einer Stelle mit der üblichen Bezeichnung „Judenberg“ hinter dem Wachturm „Kuhburg“ auf einem Grundstück, das von der Familie Hokemann an die Stadt Frankfurt (Oder) verkauft wurde. Da bereits 1294 Juden in Frankfurt nachgewiesen werden können, wird davon ausgegangen, dass der jüdische Friedhof in Frankfurt (Oder) bereits mindestens 100 Jahre vor seiner Ersterwähnung bestand. Damit gehört er zu den ältesten bekannten Begräbnisstätten Mitteleuropas.
Bei einem Pogrom 1491/1492 wurden alle Juden getötet, aber es zogen bald darauf wieder Juden in die Stadt. Auf Befehl des Kurfürsten Johann Cicero musste die Stadt Frankfurt einige Häuser von Juden wieder aufbauen.
1498 wurde ein jüdisches Wohnquartier mit Synagoge abgerissen, um dort bis 1506 das Collegienhaus der zukünftigen Brandenburgischen Universität Frankfurt zu errichten.

## 16. Jahrhundert
| Jahr    | Anzahl               | Einwohneranteil ca. in % |
| ------- | -------------------- | ------------------------ |
| 1567    | 11 jüdische Familien | 0,5                      |
| um 1600 | keine                |                          |
| um 1675 | wenige               |                          |
| 1688    | 43 jüdische Familien | 3                        |
| um 1700 | 74                   | 1                        |
| um 1785 | 623 Juden            | 6                        |
| 1801    | 592                  | 5                        |
| um 1807 | ca. 300              | 3                        |
| 1828    | 490                  | 2                        |
| 1840    | 591                  | 2                        |
| 1864    | ca. 800              | 2                        |
| 1871    | 767                  | 2                        |
| 1895    | 777                  | 1                        |
| 1910    | 625                  | 1                        |
| 1925    | 669                  | 1                        |
| 1933    | ca. 600              | 0,7                      |
| 1944    | 62                   | 0,07                     |
| 1945    | keine                |                          |
| 1998    | 17                   | 0,02                     |
| 2015    | ca. 240              | 0,4                      |

Im Jahr 1510 wurden in Berlin 38 Juden aus verschiedenen märkischen Städten wegen angeblicher Hostienschändung und Kindsmord auf dem Scheiterhaufen verbrannt. Alle jüdischen Einwohner flohen aus Brandenburg oder wurden vertrieben. Erst 1535 durften jüdische Händler die Märkte der Neumark und Frankfurts wieder besuchen. 1539 wurde die Unschuld der Juden anerkannt und Kurfürst Joachim II. öffnet die Mark wieder für durchziehende jüdische Händler.
Neuansiedlungen von Juden fanden in Frankfurt, mit einer Ausnahme des brandenburgischen Hofjuden Michael von Derenburg, erst wieder ab den 1550er Jahren statt. Der Rat der Stadt stellte sich offen gegen eine Ansiedlung von Juden. Ab spätestens 1552 kam es wiederholt zu Schikanen von jüdischen Einwohnern und Händlern in Frankfurt. Ab 1557 sind mehrere Gewalttaten gegen Juden in der Stadt belegt.
Im Jahr 1561 wurde eine neue Synagoge errichtet. Schon 1571 wurden alle Juden erneut aus Brandenburg vertrieben. In Frankfurt setzte man 25 jüdische Männer, darunter acht fremde, und 78 Frauen und Kinder fest. Juden durften sich in den folgenden 100 Jahren nicht in Brandenburg ansiedeln. Jüdische Händler spielten jedoch weiterhin eine bedeutende Rolle.
Ab den 1590er Jahren wurden an der Frankfurter Universität Bücher in hebräischen Lettern gedruckt, da an der Universität auch die hebräische Sprache unterrichtet wurde. Die Druckerei Andreas Eichorn kam diesem Bedürfnis nach und lieh sich die benötigten Drucktypen aus anderen Städten. 1594 erhielt die Familie Eichorn das Druckmonopol. Als an der Universität eine hebräische Bibel herausgegeben werden sollte, machte Eichhorn jedoch vermutlich ein zu teures Angebot. Deshalb erhielten Hans Hartmann und sein Sohn Friedrich eine Druckerlaubnis. Sie warben Fachkräfte aus Wittenberg an und konnten so 1596 die Biblia Hebraica Hartmannorum herausgeben, die insbesondere im nahen Polen einen Absatzmarkt fand.

## 17. Jahrhundert

Titelseite des Talmud von 1697 (Traktat Schabbat), herausgegeben von Johann Christoph Bekmann und Michael Gottschalck

1671 erlaubt Kurfürst Friedrich Wilhelm die Ansiedlung von 50 reichen jüdischen Familien vorwiegend aus Wien in Brandenburg. Zehn der Familien ließen sich in Frankfurt nieder. Am 1. Juni 1678 wurden als die ersten jüdische Studenten in Deutschland zwei junge Männer gegen den Widerstand vieler Professoren an der medizinischen Fakultät der Frankfurter Universität zugelassen. Hebräische Studien und Orientalistik gewannen an der Frankfurter Universität an Bedeutung.
Im Jahre 1673 erwarb der Frankfurter Professor Johann Christian Bekmann eine Druckerei. Er erhielt gegen den Protest der Stadt Frankfurt die Erlaubnis, zwei jüdische Buchdrucker zu beschäftigen, die unter dem direkten Schutz der Universität standen. Bekmann warb renommierter jüdischer Fachleute an, unter anderem aus Prag. Der Bedarf an hebräischen Schriften war enorm und die Druckerei prosperiert. Bekmann durfte weitere jüdischer Drucker anstellen und machte sich an sein Hauptwerk, die Neuauflage des zuletzt 1645 erschienenen Babylonischen Talmuds. Insbesondere im nahen Polen bestand eine große Nachfrage nach Talmud-Ausgaben, da als Folge der Kosakenaufstände selbst in größeren Gemeinden kaum hebräische Literatur vorhanden war. Der brandenburgische Kurfürst Friedrich Wilhelm hoffte auf Impulse für den wichtigen Messestandort Frankfurt und gewährte der Beckmannschen Druckerei schließlich 1693 gegen einigen kirchlichen Widerstand das Privileg zum Neudruck des Talmud. Beckmann schloss sich mit dem Frankfurter Buchhändler Michael Gottschalck zusammen. Als es ihm nicht gelang, einen Finanzier für das ehrgeizige Vorhaben zu gewinnen, verkaufte Bekmann die Druckerei an Gottschalck und widmet sich wieder ganz der Wissenschaft.
Michael Gottschalck gelang es 1697 Issachar Berend Lehmann, den Hofbankier des Kurfürsten von Sachsen, als Finanzier zu gewinnen. Er konnte noch im selben Jahr die ersten Ausgaben des Talmud ausliefern, dessen zwölf Bände in einer Auflage von 2000 Exemplaren guten Absatz in ganz Europa fanden. Gottschalck wurde durch diesen Auftrag zu einem wohlhabenden Mann. Seine Druckerei prosperierte und druckte 1722 eine zweite Auflage des Talmuds. Das Werk erreichte elf Auflagen von meist mehreren tausend Stück.

## 18. Jahrhundert
1704 wurde der jüdische Friedhof erweitert, 1720 eine Synagoge errichtet. Rabbiner von 1714 bis 1721 war Aaron Benjamin Wolf, der Schwiegersohn und Neffe von Jost Liebmann. Eine wichtige Familie waren die Beer Hertz.
An der Frankfurter Universität promovierte 1721 der erste Jude in Deutschland: Moses Salomon Gumpertz wurde Doktor der Medizin. Bis 1794 folgten 28 weitere Promotionen jüdischer Studenten in Frankfurt. Zwischen 1739 und 1810 studierten über 130 Juden in Frankfurt.
1764 erfolgte eine Erweiterung des jüdischen Friedhofs.
1770 bestand in Frankfurt nach Berlin die zweitgrößte jüdische Gemeinde in Brandenburg mit einem geschätzten Bevölkerungsanteil von 10 % der etwa 10.000 Einwohner. Von 1768 bis 1780 ist Saul Berlin Rabbiner in Frankfurt, der mit mehreren Werke gegen das rabbinische Judentum Skandale verursachte. Ihm folgt von 1781 bis 1782 Josef Theomim, einer der fortschrittlichsten Rabbiner seiner Zeit, der tiefe Kenntnisse der Rabbinischen Literatur besaß und sich gut in den Theologischen Wissenschaften auskannte.

## 19. Jahrhundert

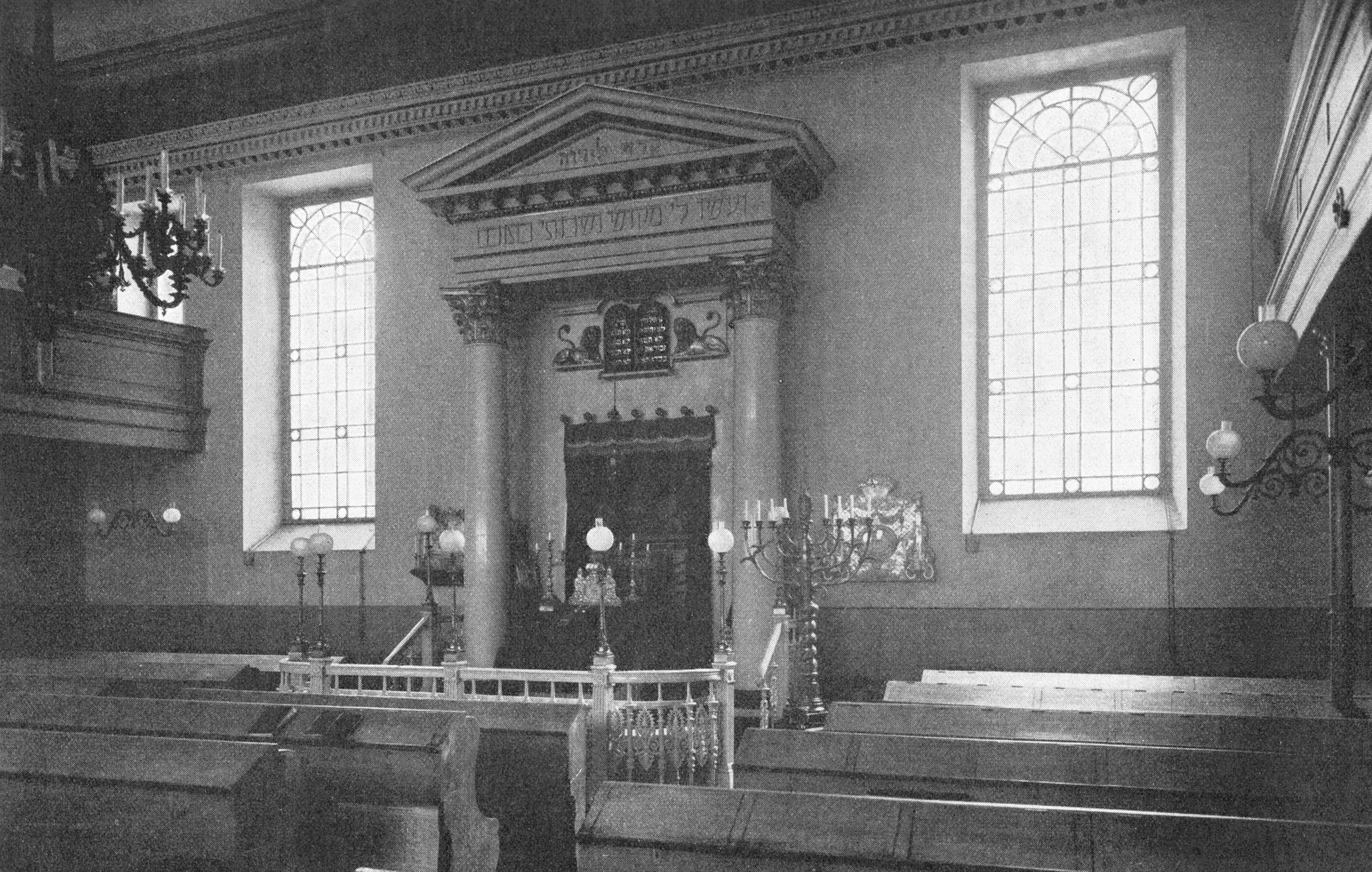
Inneres der Orgelsynagoge in der Tuchmacherstraße. Blick nach Nordosten.

Seit ca. 1820/1830 existierte eine jüdische Elementarschule.
Am 4. September 1823 wurde eine neue Synagoge in der Tuchmacherstraße 60 eingeweiht.
1836 kam es zum Bruch der Gemeinde. Die Anhänger des orthodoxen Judentums verließen die liberale Synagoge und treffen sich fortan an unterschiedlichen Orten.
Rabbiner Samuel Holdheim eröffnete am 13. Mai 1838 in der Rosenstraße 36 ein kleines jüdisches Krankenhaus.
Die Synagogengemeinde Frankfurt (Oder) konstituierte sich am 19. Oktober 1853 als öffentlich-rechtliche Vereinigung und beschloss ihr Statut. Darin wird unter anderem das Recht jedes Gemeindemitglieds auf eine Grabstelle auf dem jüdischen Friedhof festgeschrieben – unabhängig von den finanziellen Möglichkeiten der Hinterbliebenen. Bereits 1805 hatte die jüdische Gemeinde von Frankfurt (Oder) von Bauer Martin Hanschke aus Cunersdorff (Kunersdorf, heute Kunowice) für den erheblichen Betrag von 300 Reichstalern neben dem bestehenden Friedhof gelegenes Ackerland erworben. 1865 wurde der neue Abschnitt für 230 Taler und 5 Silbergroschen eingeebnet. 1867 wurde der erste Friedhofsabschnitt geschlossen und der neue Abschnitt eröffnet. Der jüdische Friedhof erhielt nach 1868 eine neoromanische Trauerhalle mit sechseckigem Grundriss, kupfergedeckter Kuppel und vergoldetem Davidstern auf der Spitze.
Die liberale Gemeinde ließ 1892 von der Firma Sauer eine Orgel einbauen. Seitdem sprach man auch von der „Orgelsynagoge“.
Vom 1. April 1909 bis ins Jahr 1925 wirkte Dr. Martin Salomonski als Rabbiner in der Frankfurter Gemeinde. Salomonski war an der Einweihung der Kriegsgräberstätte Gronenfelde am 25. Juli 1915 im Rahmen eines ökumenischen Gottesdienstes beteiligt.
1920 erwarb die Gemeinde Gartenland neben dem jüdischen Friedhof, um ihn später erweitern zu können.

## Zeit des Nationalsozialismus
1933 lebten 568 Juden in Frankfurt; das entsprach einem Bevölkerungsanteil von 0,75 % bei insgesamt 75.733 Einwohnern. Darunter waren sieben Ärzte, zwei Zahnärzte, fünf Apotheker, acht Juristen, neun Handwerker, 77 Kaufleute, vier Fabrikbesitzer und vier Bankiers. Die große reformierte Gemeinde saß in der sogenannten Orgel-Synagoge in der Tuchmacherstraße. Der Betsaal der kleineren orthodoxen Gemeinde befand sich in der Spornmachergasse. Der Großteil der Frankfurter Juden war nach dem Ersten Weltkrieg aus Posen und Westpreußen zugewandert, da sie sich als Deutsche fühlten und nicht in Polen leben wollten.
1934 wurde die Teilung in liberale und orthodoxe Gemeinde beendet.
Die Stellung der Juden in der Stadt wurde mit der Machtergreifung der Nationalsozialisten am 30. Januar 1933 deutlich schwieriger. Vorher lebten die meisten vom Kleinhandel; wenige waren in akademischen Berufen wie als Arzt tätig. Viele suchten einen Ausweg in der Auswanderung, auch nach Palästina. Eine erste Auswanderungswelle Frankfurter Juden erfolgte bereits nach den Boykottmaßnahmen des Jahres 1933. Unter dem Eindruck der beginnenden wirtschaftlichen Ausgrenzung schlossen sich jüdische Jugendliche aus Frankfurt den Werkleuten an, die sich unter Führung des Frankfurter Hermann Menachem Gerson für eine künftige landwirtschaftliche Tätigkeit in Palästina vorbereiteten. Zahlreiche Jugendliche arbeiteten halbtägig in Hachschara-Lagern auf landwirtschaftlichen Gütern, zum Beispiel auf dem Rittergut des Berliner jüdischen Verlegers Salman Schocken in Winkel (Spreenhagen) oder Schniebinchen, machten sich in Schulungskursen mit hebräischer Sprache vertraut und informierten sich über jüdische Geschichte und Religion. Neben dieser agrarisch ausgerichteten Berufsvorbereitung gab es in Frankfurt auch die Hechaluz-Einrichtung eines Beth Chaluz (Haus der Pioniere). Hier wurden Jungen meist in Handwerkerberufen, die Mädchen in hauswirtschaftlichen und pflegerischen Berufen ausgebildet, um für ihre Auswanderung nach Palästina gerüstet zu sein. In den Folgejahren wurden eine ganze Reihe jüdischer Kinder von ihren Eltern nach Großbritannien geschickt.
Allerdings gab es auch nach 1933 freundschaftliche Verhältnisse zu Juden. So wurde der Synagogendiener Glass noch einen Tag vor den Novemberpogromen von einem SA-Führer zu dessen 50. Geburtstag eingeladen.
1936 stiftete der Reichsbund Jüdischer Frontsoldaten ein Ehrenmal für die im Ersten Weltkrieg gefallenen 17 jüdischen Soldaten aus Frankfurt (Oder), das auf dem dritten Friedhofsabschnitt errichtet wurde. Das Frankfurter Unternehmen Grabmalkunst und Marmorwerk Paul Radack baute Fundament und Umrandung. Das eigentliche Denkmal schuf das Unternehmen Gersohn aus Berlin-Weißensee. Die Einweihung sollte im Frühjahr 1937 stattfinden. Die nationalsozialistischen Behörden hatten jedoch jüdische Kundgebungen unter freiem Himmel verboten. Darum fand die Einweihung im Sommer 1937 statt. Unter Beobachtung der Gestapo versammelten sich alle Juden aus Frankfurt (Oder) und Umgebung. Die Festrede hielt Rechtsanwalt Alfred Kann aus Landsberg an der Warthe, Vorsitzender der Ortsgruppe Landsberg des Reichsbundes Jüdischer Frontsoldaten und Träger des Eisernen Kreuzes 1. Klasse. Das Denkmal konnten von der Crossener Chaussee aus gut gesehen werden, da der dritte Friedhofsabschnitt mit einem Maschendrahtzaun auf einem niedrigen Betonfundament umzäunt war.
In der Pogromnacht 1938 wurden jüdische Geschäfte geplündert und zerstört, jüdische Familienväter verhaftet und in das KZ Sachsenhausen verschleppt. Die Synagoge wurde angezündet. Inneneinrichtung und Fenster gingen verloren, das Gebäude stand aber noch. Das Synagogengebäude wurde später als Papierlager genutzt. 1939 lebten noch 168 Juden in Frankfurt; 1944 noch 62. Mindestens 100 jüdische Frankfurter fielen dem Holocaust zum Opfer. Jüdische Opfer aus umliegenden Zwangsarbeiterlagern wurden von 1941 bis 1944 auf dem Frankfurter jüdischen Friedhof beerdigt.
Nachdem der zweite Friedhofsabschnitt vollständig belegt war, wurde ab 1940 der an den zweiten Abschnitt grenzende nördliche Teil des dritten Abschnitts genutzt. Grabsteine konnten wegen der Unterdrückung der Juden durch die Nationalsozialisten in dieser Zeit nicht gesetzt werden.
1942 wiesen die nationalsozialistischen Behörden an, dass alle jüdischen Friedhöfe in Deutschland in die Verwaltung der Reichsvereinigung der Juden in Deutschland mit Sitz in Berlin übergeben werden mussten. Der Stadt wurde am 29. Dezember 1942 ein Kaufangebot unterbreitet. Die Verhandlungen zogen sich in, da die Stadt eigentlich keine Verwendung für das Grundstück hatte und es als minderwertig ansah. Am 2. Dezember 1944 wurde der Zwangsverkauf abgeschlossen. Erste Maßnahmen zum Abriss des Friedhofs war die Umsetzung der Wasserbehälter auf den Neuen Friedhof (heute: Frankfurter Hauptfriedhof). Auf der Leichenhalle wurde die Kupfereindeckung abgenommen. Weitere Arbeiten wurden wegen der sich an die Oder verlagernden Front des Zweiten Weltkrieges nicht mehr durchgeführt. Auch zu einer Umschreibung im Grundbuch kam es vor Kriegsende nicht mehr.
Am 15. Februar 1944 fand der einzige britische Luftangriff auf Frankfurt (Oder) statt. Zwei Bomben fielen auf den Jüdischen Friedhof und eine gleich daneben. Als letzter Frankfurter wurde der am 11. Dezember 1944 verstorbene jüdische Arzt Hermann Marcus auf dem Jüdischen Friedhof beigesetzt.

## Ab 1945
Das Gebäude der Synagoge in der Tuchmacherstraße 60 wurde zwischen 1949 und 1953 zur Errichtung von Wohnraum abgerissen.
Der alte Jüdische Friedhof lag seit 1945 im polnischen Territorium. 1975 wurde mit dem Abriss des Friedhofs begonnen. 1978 wurde auf dem Friedhofsgelände ein Hotelrestaurant eröffnet. Für den Bau wurden umfangreiche Erdarbeiten ausgeführt. Der obere Teil des Hangs wurde mit Gräbern und Gebeinen abgetragen und am unteren Teil des Hangs, teilweise außerhalb des Friedhofs, aufgeschüttet und planiert.
Die Stadt Frankfurt (Oder) weihte am 9. November 1988 in Anwesenheit des letzten Frankfurter Rabbiners Curtis Cassel an der Karl-Marx-Straße einen Gedenkstein für die Synagoge in der Tuchmacherstraße ein. 
Ein großer Teil des verwüsteten Friedhofs wurde 1988 im Auftrag der Nissenbaum-Stiftung bis auf eine Zufahrt zum Hotel eingezäunt. 
1994 wurde der Gedenkstein für die Synagoge in der Tuchmacherstraße wegen des Abrisses des Hotels Stadt Frankfurt und der Errichtung des Einkaufszentrums Lennépassagen auf die andere Seite der Karl-Marx-Straße verlegt.
Im Frühjahr 1999 besuchte eine Gruppe Rabbiner aus den USA und Israel Frankfurt (Oder), um das Grab von Josef Teomim zu suchen. Sie machten den Jüdischen Friedhof ausfindig und stellten dessen desolaten Zustand fest. Die Rabbiner brachten eine Tafel mit der hebräischen Aufschrift „Hier ist verborgen der heilige Rabbiner Verfasser von Pri megadim seine Reinheit soll uns schützen Amen“ an. Die Tafel wurde von Unbekannten aber schon kurze Zeit später wieder entfernt. In der Folge wurde das amerikanische „Komitee zur Restaurierung des jüdischen Friedhofs in Słubice“ unter der Präsidentschaft von Rabbi Berel Polatsek gegründet. Noch im Sommer 1999 wurde von den Städten Słubice und Frankfurt (Oder) anlässlich der 600. Wiederkehr der Ersterwähnung des Jüdischen Friedhofs neben der ehemaligen Leichenhalle ein drei Meter hoher Gedenkstein errichtet. Der Stein wurde am 2. Juli 1999 eingeweiht. Um 2000 wurden ein Teil des in Besitz der Stadt Słubice befindlichen Geländes des jüdischen Friedhofs und das darauf befindliche Hotel privatisiert. Um 2002 diente das Hotel als Nachtclub. Das führte zu einem internationalen Skandal. Anfang 2004 kaufte die Stadt Słubice im Auftrag des polnischen Staates den nicht ihrem Besitz befindlichen Teil des Jüdischen Friedhofes zurück. 2007 ging der Jüdische Friedhof Słubice in das Eigentum der Stiftung zum Schutz des jüdischen Erbes über.
Seit 1998 gab es in Frankfurt wieder eine jüdische Gemeinde. Sie wurde von 17 Einwanderern aus dem ehemaligen Gebieten der Sowjetunion gegründet. Sie richtete im Stadtteil Halbe Stadt ein Gemeindezentrum mit Gebetsraum, Bibliothek und Museumsraum zur Geschichte der Juden in Frankfurt. Seit dem 16. März 2008 verfügte die jüdische Gemeinde als erste in Brandenburg nach dem Zweiten Weltkrieg wieder über eine eigene Tora-Rolle. Sie war ein Geschenk des chassidischen Bildungszentrums Chabad Lubawitsch. Am 22. Oktober 2014 erhielt die jüdische Gemeinschaft eine weitere Tora-Rolle. Die ursprünglich aus Fürth stammende heilige Schrift wurde zwei Tage nach der Reichspogromnacht zusammen mit 18 weiteren von einem Mitglied der jüdischen Gemeinde vergraben, um sie so vor der Zerstörung durch die Nationalsozialisten zu schützen. 75 Jahre später ließ ein amerikanisches Ehepaar sechs der Rollen rekonstruieren und neu beschriften. Sie stellten diese jüdischen Gemeinden in Deutschland zur Verfügung, um an deren Familienangehörige, die im Holocaust ums Leben kamen, zu erinnern. Die zweihundert Jahre alte heilige Schrift wurde von einem speziell ausgebildeten Tora-Schreiber restauriert, neu beschriftet und der jüdischen Gemeinde feierlich übergeben. Der neue jüdische Friedhof wurde am 27. Juni 2011 im Frankfurter Stadtteil Südring eingeweiht.